# Sinistra Repubblicana (Spagna)
La Sinistra Repubblicana (IR, Izquierda Republicana; in Catalogna si presentava come Partit Republicà d'Esquerra ed in Galizia come Esquerda Republicana Galega) fu un partito politico spagnolo di orientamento repubblicano, radicale e secolarista.
Fu fondato il 3 aprile 1934 dalla fusione di Azione Repubblicana (Acción Republicana) di Manuel Azaña, del Partito Repubblicano Radicale Socialista (Partido Republicano Radical Socialista) di Marcelino Domingo e della Organizzazione Repubblicana Galiziana Autonoma (Organización Republicana Gallega Autónoma) di Santiago Casares Quiroga.
Come membro del Fronte Popolare e sostenitore della Seconda Repubblica Spagnola durante la guerra civile spagnola, il partito venne messo fuori legge nel 1939. I suoi esponenti di spicco trovarono rifugio in Messico, Azaña in Francia, dove morì nel novembre 1940.
Nel 1977, dopo la morte del dittatore Francisco Franco, fu costituito un nuovo soggetto politico denominato Izquierda Republicana, considerato erede dell'omonimo partito storico.

## Esponenti di spicco
- Álvaro de Albornoz
- Manuel Azaña
- Santiago Casares Quiroga
- Marcelino Domingo
- José Giral
- Victoria Kent
- José Bergamín
- Fernando de los Ríos